# Crucoli
Crucoli est une commune italienne de la province de Crotone située dans la région Calabre en Italie.

## Population
En 2010, la ville recensait 3326 habitants. Les habitants de Crucoli sont appelés les Crucolesi. 

## Administration
| Période                                  | Période | Identité | Étiquette | Qualité |
| ---------------------------------------- | ------- | -------- | --------- | ------- |
|                                          |         |          |           |         |
| Les données manquantes sont à compléter. |         |          |           |         |

### Hameaux
Torretta

### Communes limitrophes
Cariati, Cirò, Scala Coeli, Terravecchia, Umbriatico